# Elezioni parlamentari tedesche del 1898

I risultati delle elezioni del Reichstag per collegio elettorale. La numerazione delle circoscrizioni corrisponde a quella della tabella.

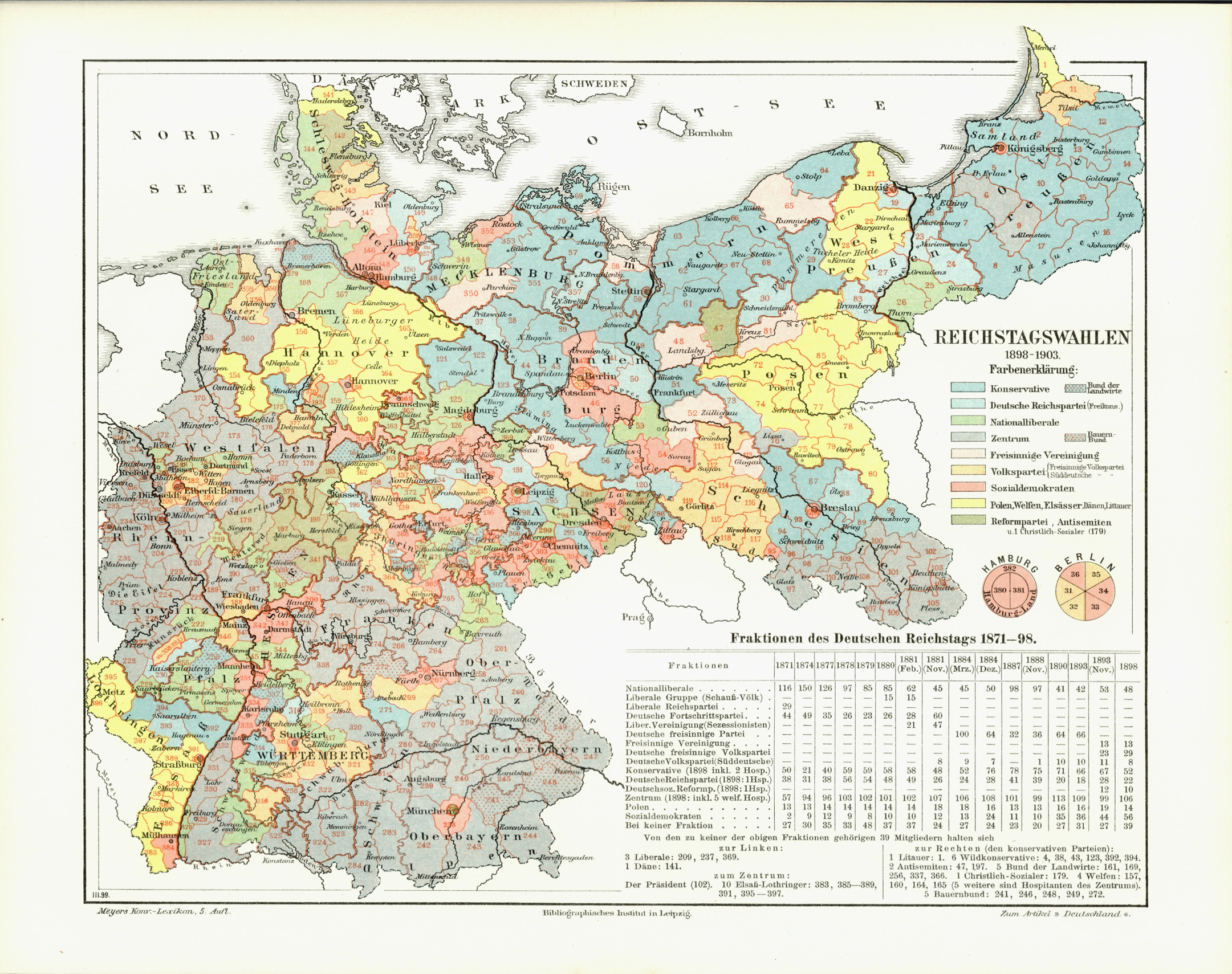
Risultati delle elezioni del Reichstag del 1898 in una mappa storica (comprese le successive elezioni suppletive)

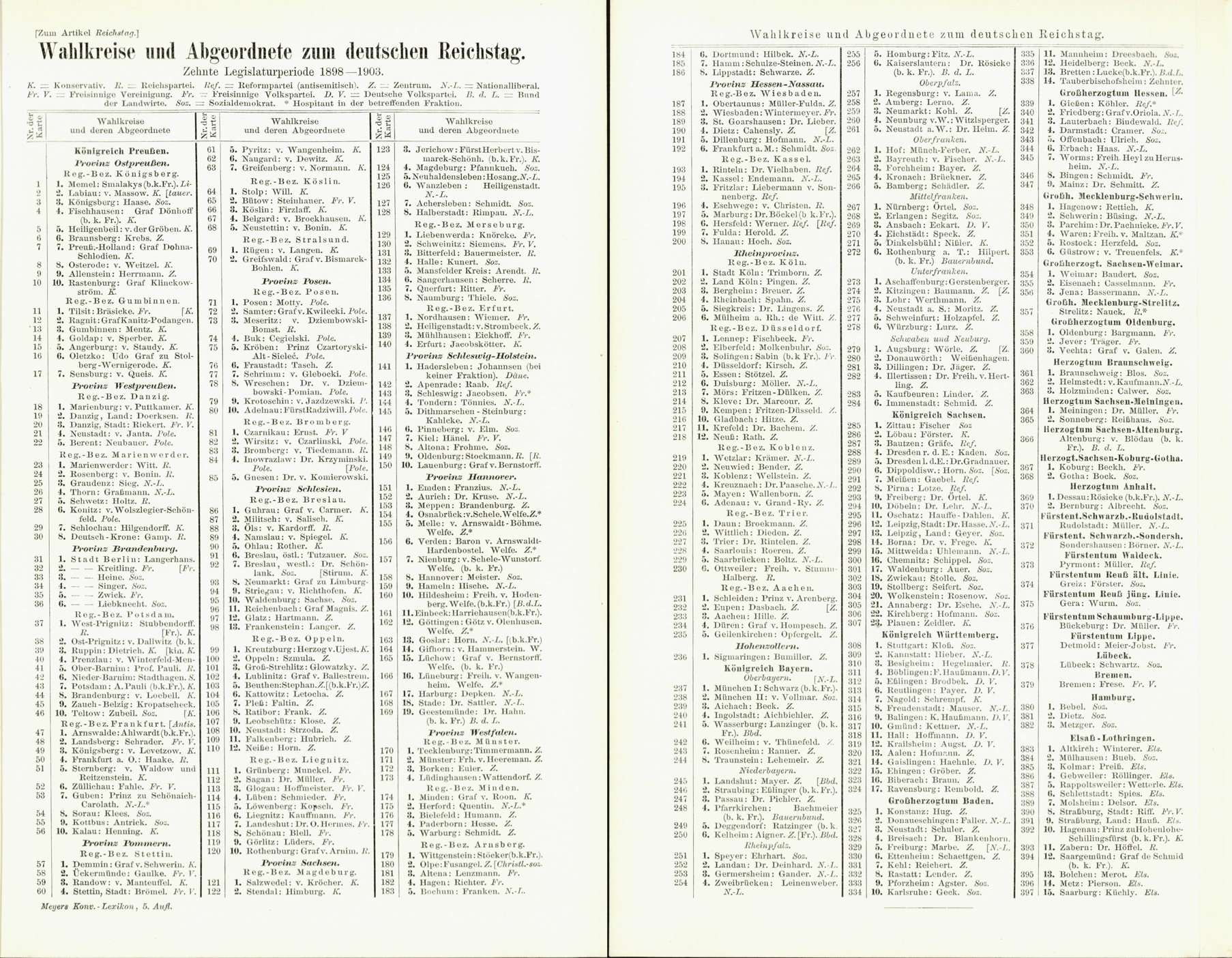
Elenco dei 397 parlamentari eletti per circoscrizione

Le elezioni parlamentari tedesche del 1898 furono le elezioni del X Reichstag dell'Impero tedesco. Ebbero luogo il 16 giugno 1898.
L'affluenza fu di circa il 68%, quattro punti in meno rispetto alle elezioni del Reichstag del 1893.
Tutti e tre i cosiddetti “partiti del cartello” (Conservatori, liberal-conservatori e nazional-liberali) subirono delle perdite. D'altra parte la tendenza a favore dei socialdemocratici, che esisteva sin dalla fondazione dell'Impero ed era in costante aumento dalle elezioni del Reichstag nel 1890, fu nuovamente contermata. In termini di voti erano ancora una volta chiaramente il partito più forte. Tuttavia, a causa della divisione, sfavorevole per loro, dei collegi elettorali, divennero solo il secondo gruppo parlamentare dietro il Centro, che in realtà aveva ottenuto circa il 9% in meno rispetto all'SPD. Questa situazione permise al Zentrum di guadagnare alcuni seggi. Per la prima ed unica volta in un'elezione del Reichstag un candidato di un partito nazionale-lituano, Jonas Smalakys, fu eletto nella circoscrizione Memel/Prussia orientale.
Tuttavia, il governo del cancelliere Chlodwig zu Hohenlohe-Schillingsfürst, succeduto a Leo von Caprivi, aveva già fatto affidamento sul Centro e anche sulle forze "nazionali" del Partito Popolare Liberale nella precedente legislatura. Anche nel nuovo Reichstag Hohenlohe-Schillingsfürst e successivamente, dal 1900,  Bernhard von Bülow, poterono contare solitamente sull'approvazione del Zentrum (Lex Arons, nuova legge doganale del 1902). Nella disputa sul disegno di legge peniternziaria del 1900, invece, i socialdemocratici ed i liberali riuscirono ancora (come per il progetto di legge sulla sovversione del 1895), a lavorare insieme al Centro per impedire una “legge penale speciale” contro i lavoratori, i sindacalisti ed i socialdemocratici.
Come nelle elezioni precedenti, il numero dei piccoli partiti di interesse è aumentato. Anche i partiti antisemiti si stabilizzarono.

## Risultati

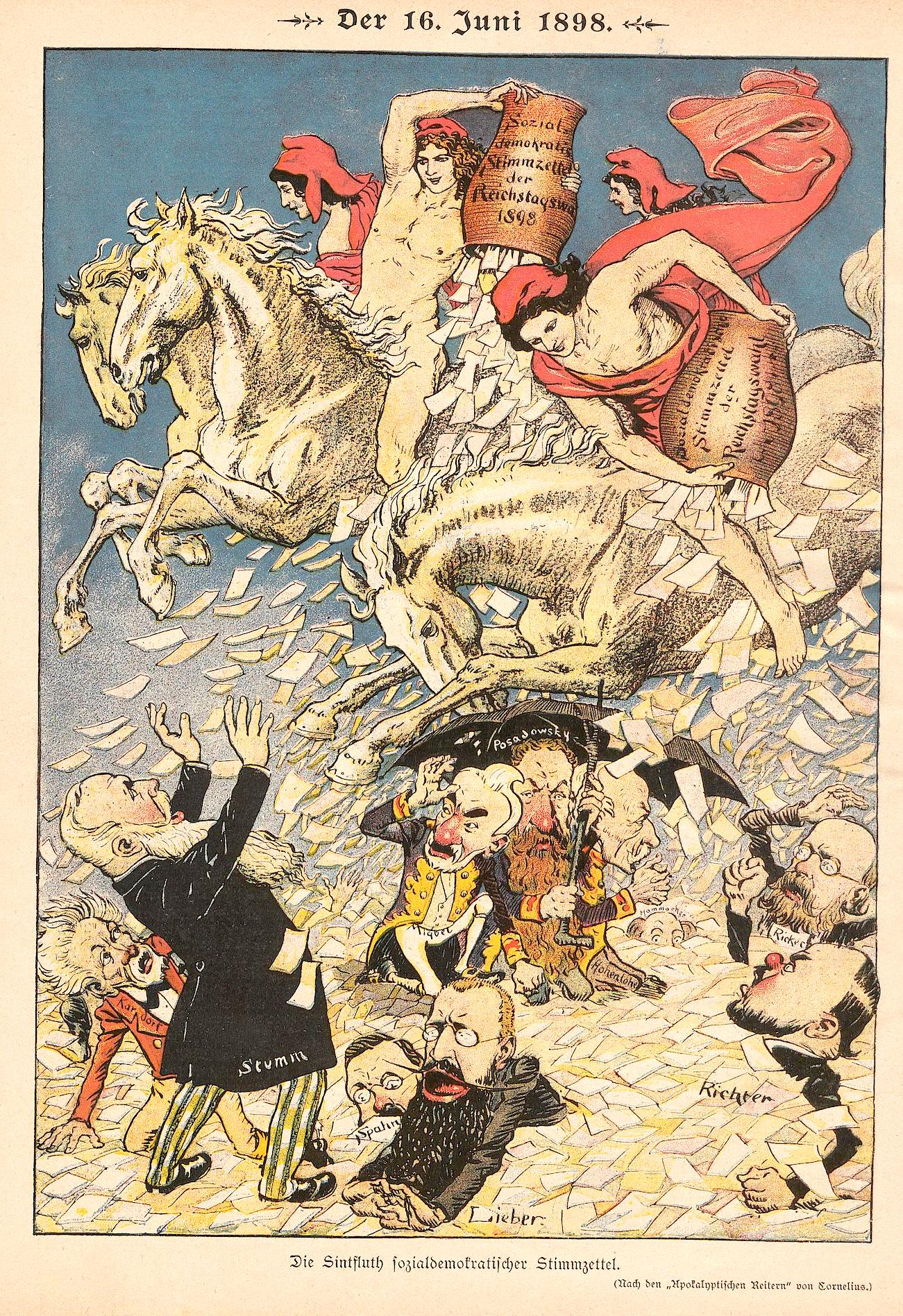
Il diluvio di votazioni socialdemocratiche. I socialisti, rappresentati nella forma dei cavalieri apocalittici, inondano i rappresentanti dei partiti borghesi di schede socialdemocratiche (da The True Jacob 1898)

| Orientamento Politico  | Orientamento Politico  | Partiti                                    | Partiti | Voti       | Voti   | Voti      | Seggi | Seggi  | Seggi     |
| ---------------------- | ---------------------- | ------------------------------------------ | ------- | ---------- | ------ | --------- | ----- | ------ | --------- |
| Orientamento Politico  | Orientamento Politico  | Partiti                                    | Partiti | in Milioni | %      | Diff.1893 | Seggi | %      | Diff.1893 |
| Conservatori           | Conservatori           | Partito Conservatore Tedesco (DKP)         |         | 0,859      | 11,1 % | −2,4 %    | 56    | 14,1 % | −16       |
| Conservatori           | Conservatori           | Partito del Reich tedesco (DRP)            |         | 0,344      | 4,4 %  | −1,3 %    | 22    | 5,5 %  | −6        |
| Conservatori           | Conservatori           | Conservatori indipendenti                  |         | n/a        | n/a    | n/a       | 1     | 0,3 %  | +1        |
| Liberali               | Destra-                | Partito Nazionale Liberale (NLP)           |         | 0,971      | 12,5 % | −0,5 %    | 48    | 12,1 % | −4        |
| Liberali               |                        | Liberali Indipendenti                      |         | n/a        | n/a    | n/a       | 3     | 0,8 %  | +1        |
| Liberali               | Moderati               | Associazione Liberale (FVg)                |         | 0,196      | 2,5 %  | −0,9 %    | 13    | 3,2 %  | ±0        |
| Liberali               | Sinistra-              | Partito Popolare Liberale (FVp)            |         | 0,558      | 7,2 %  | −1,5 %    | 29    | 7,3 %  | +5        |
| Liberali               | Sinistra-              | Partito Popolare Tedesco (DtVP)            |         | 0,109      | 1,4 %  | −0,8 %    | 8     | 2,0 %  | −3        |
| Cattolici              | Cattolici              | Partito di Centro Tedesco (Zentrum)        |         | 1,455      | 18,8 % | −0,3 %    | 102   | 25,7 % | +6        |
| Socialisti             | Socialisti             | Partito Socialdemocatico di Germania (SPD) |         | 2,107      | 27,2 % | +3,9 %    | 56    | 14,1 % | +12       |
| Diversi e Indipendenti | Diversi e Indipendenti | Partiti regionali, minoranze1)             |         | 0,407      | 6,1 %  | +0,1 %    | 35    | 8,8 %  | ±0        |
| Diversi e Indipendenti | Diversi e Indipendenti | Partiti/alleanze di agricoltori 2)         |         | 0,251      | 3,2 %  | +2,3 %    | 11    | 2,8 %  | +7        |
| Diversi e Indipendenti | Diversi e Indipendenti | Partiti antisemiti 3)                      |         | 0,284      | 3,7 %  | +0,3 %    | 13    | 3,3 %  | −3        |
| Diversi e Indipendenti | Diversi e Indipendenti | Altri                                      |         | 0,148      | 1,9 %  | +1,1 %    | -     | -      | ±0        |
| Totale                 | Totale                 | Totale                                     | Totale  | 7,752      | 100 %  |           | 397   | 100 %  |           |

- 1) Seggi: Partito Tedesco di Hannover (DHP) 9 (+2), Polacchi 14 (-5), Danesi 1 (±0), Alsazia-Lorena 10 (+2), Lituani 1 (+1)
- 2) Seggi: Unione degli agricoltori (BdL) 6 (+6), Unione degli agricoltori bavaresi (BB) 5 (+1)
- 3) Seggi: Partito tedesco di riforma sociale (DSRP) 10 (+10), Partito popolare antisemita (AVP) 2 (+2), Partito sociale cristiano (CSP) 1 (+1)

## I Gruppi parlamentari del X Reichstag
Nella X legislatura diversi deputati non si unirono al gruppo parlamentare del loro partito di elezione, ma rimasero senza. Alcuni parlamentari del DHP si unirono al gruppo del Zentrum. All'inizio del X Reichstag i gruppo avevano la seguente composizione:
| Centro                              | 106 |
| Socialdemocratici                   | 56  |
| Conservatori                        | 52  |
| Nazional-Liberali                   | 48  |
| Partito Popolare Liberale           | 29  |
| Liberal-Conservatori                | 22  |
| Polacchi                            | 14  |
| Unione Liberale                     | 13  |
| Partito Riformatore Sociale Tedesco | 10  |
| Partito Popolare Tedesco            | 8   |
| non affiliati                       | 39  |

Nel corso della legislatura la forza dei singoli gruppi parlamentari cambiò più volte a causa delle elezioni suppletive e dei mutamenti di gruppo.